# Bola de Drac (banda sonora)
La música de Bola de Drac es classifica de la següent manera.

## Música de fons
La música de fons (Background Music) de Bola de Drac, Bola de Drac Z i totes les respectives pel·lícules està composta pel compositor japonès Shunsuke Kikuchi entre 1986 i 1996. Des de temes èpics, solemnes, malenconiosos, fins a d'humor i desenfadats, l'estil de musicalització de Kikuchi s'ha associat directament a aquesta sèrie, encara que aquest estil ja el posseïa des de dècades anteriors gràcies a les seves incursions en parts de la banda sonora de Mazinger Z, Great Mazinger i musicalitzar íntegrament Goldorak entre d'altres, no sent exclusiu l'estil per a la saga de Bola de Drac.
Els temes generalment tenen una instrumentació bàsica que inclou una orquestra composta de vents metalls, cordes, guitarres i baixos elèctrics i percussió, entre ells una bateria que porta el ritme. A partir d'aquí, hi ha molta varietat en els instruments que participen, entre ells es podia citar els bastons, la flauta dolça, l'orgue, instruments asiàtics, el piano, sintetitzadors elèctrics, etc.
Les influències musicals són moltes, des de les bandes sonores de cinema nord-americà, música tradicional asiàtica, música europea dels segles xviii i xix, fins a la música electrònica, rock i les seves variants, pop i bandes sonores d'animi i videojocs.
Els temes que componen el corpus és molt nombrós, més de 150, sent pràcticament instrumental excepte unes quantes excepcions. Hi ha una multitud de temes cèlebres, entre ells es destaca els dos temes del resum de capítol de Bola de Drac Z, el tema del Super Sayajin en les seves diferents versions i arranjaments, entre moltes altres.
En canvi la música de fons de Bola de Drac GT està composta per Akihito Tokunaga, amb un estil més simfònic.
En Bola de Drac Z Kai, la música està composta per Kenji Yamamoto, qui s'ha fet càrrec de la banda sonora de tots els últims videojocs de la saga, usant un estil de rock a la nova música per adaptar-se al nou ritme de la sèrie i també amb algunes melodies intrumentales. No obstant això, a causa d'acusacions de plagi, la banda sonora va ser reemplaçada íntegrament per la de Shunsuke Kikuchi.

## Openings i Endings
Els Openings i Endings de Bola de Drac, Bola de Drac Z, Bola de Drac GT, Bola de Drac Z Kai i Dragon Ball Super estan composts per diversos grups de rock i pop japonès, amb un caràcter comercial i molt popular.

### Bola de Drac

#### Bola de drac (Makafushigi Adventure!)
Makafushigi Adventure! (摩訶不思議アドベンチャー！, Makafushigi Adobenchā!, Bola de Drac) és el tema d'obertura de Bola de Drac, va ser compost per Takeshi Ike (música) i Yuriko Mori (lletra) amb arranjaments de Kōhei Tanaka, i interpretat per Hiroki Takahashi. A partir del episodi 102 canvien detalls del vídeo.
Va ser interpretada en català central per Jordi Vila, que també va interpretar la versió en castellà per a Canal Sur. Jordi Vila a més de cantar-la va escriure la lletra, basant-se en una traducció de l'original japonesa, que va fer Màrius Bistagne.
En valencià central va ser interpretada per Jaume Costa, qui també va escriure la lletra.
- Versió 1 (1-101)
- Versió 2 (102-153)

#### Vull viure d'aventures (Romantic Ageru Yo)
Romantic Ageru Yo (ロマンティックあげるよ, Romatikku Ageru Yo, Vull viure d'aventures) es l'ending de Bola de Drac i també s'utilitza per les dues primeres pel·lícules. Fou compost per Takeshi Ike (música) y Takemi Yoshida (lletra), amb arranjaments de Kōhei Tanaka. És interpretat per Ushio Hashimoto. El tema final en català central va ser interpretat per Manolita Domínguez, que també va interpretar la versió en castellà per a Canal Sur. En valencià central va ser interpretat per Montse Anfruns.
Existeixen quatre versions del vídeo:
- Versió 1 (1-21)
- Versió 2 (22-101)
- Versió 3 (102-132)
- Versió 4 (133-153)

### Bola de Drac Z

#### Llum, Foc, Destrucció (Cha-La Head-Cha-La)
Cha-La Head-Cha-La (チャラヘッチャラ, Chara Hetchara, Llum, Foc, Destrucció), el primer opening original de Bola de Drac Z, va ser compost per Chiho Kiyooka, escrit per Yukinojo Mori, amb arranjaments de Kenji Yamamoto i interpretat por Hironobu Kageyama. És utilitzada en els primers 199 episodis. Existeixen 3 versions del vídeo. Va ser interpretat en català per Manel Català.

#### Bola de Drac Z / Son Gohan és el teu nom
És el primer opening de Bola de Drac Z en català. Era originari de la versió francesa del que va ser traduït. La versió original va ser interpretada per Ariane Carletti, una de les presentadores i animadores del programa infantil Club Dorothée on s'emetia. A la versió catalana es va utililitzar als primers 21 episodis, interpretat per Manel Català.

#### Estic protegit per les estrelles (Dete Koi Tobikiri ZENKAI Power!)
Dete Koi Tobikiri ZENKAI Power! (でてこいとびきり全開パワー！, Dete Koi Tobikiri ZENKAI Pawā, Estic protegit per les estrelles) és el primer ending de Bola de Drac Z, va ser compost per Takeshi Ike (música) i Naruhisa Arakawa (lletra), amb arranjaments de Kenji Yamamoto i interpretat per MANNA. És utilitzat en els episodis 1 a 199. A l'inici del tema s'escolta un so estrany, que un aficionat japonès va descobrir que se li havia aplicat una tècnica de "backmasking" contenint un homenatge als col·laboradors de la cançó.

#### We Gotta Power
We Gotta Power (ウィ・ガッタ・パワー, Ui Gatta Pawā) és el segon opening de Bola de Drac Z, va ser compost per Keiju Ishikawa (música) i Yukinojo Mori (lletra), amb arranjaments de Keiju Ishikawa i interpretació de Hironobu Kageyama. És utilitzat en els episodis 200-291. No va ser doblat al català sino que se li van posar subtítols.

#### We Were Angels / Boku-tachi wa Tenshi datta
Boku-tachi wa Tenshi datta (僕達は天使だった) és el segon closing de Bola de Drac Z, compost per Takeshi Ike (música) i Yukinojo Mori (lletra), amb arranjaments d'Osamu Totsuka i interpretat per Hironobu Kageyama. S'utilitza als episodios 200 a 291. No va ser doblat al català sino que se li van posar subtítols.

### Bola de Drac GT

#### Sempre em sento atret pel teu somriure (DAN DAN Kokoro Hikareteku)
DAN DAN Kokoro Hikareteku (だん だん 心魅かれてく, Sempre em sento atret pel teu somriure) és l'opening de Bola de Drac GT, compost per Tetsurō Oda (música) i Izumi Sakai (lletra), amb arranjaments per part de Takeshi Hayama pel quart senzill de Field of View, publicat l'11 de març de 1996 i pel seu segon àlbum "Field of View II". La lletra no té res a veure amb la sèrie ja que no va ser escrita per aquesta sino que Toei Animation va decidir utilitzar-la per a la sèrie, i tampoc hi ha relació amb les imatges que acompanyen la cançó. A partir d'l'episodi 27 canvien detalls del vídeo. Va ser interpretat en català per Toni Ten. A més de l'opening també es va incloure una versió més llarga en el darrer episodi.

#### No paris de somriure (Hitori Janai)
Hitori Janai (ひとりじゃない, No paris de somriure) és el primer tema de cloenda de Bola de Drac GT, compost per Tetsurō Oda (música) i Shio Ikemori (lletra), amb arranjaments de Shūichi Ikemori i interpretada per la banda Deen. Tampoc va ser creada expressament per a la sèrie sino que va ser escollida com a ending temps després de ser creada. Va ser interpretat en català per Toni Ten.

#### Que no ho veus! (Don't you see!)
Don't you see! es el segon tema de cloenda de Bola de Drac GT, compost per Seiichirō Kuribayashi (música) i Izumi Sakai (lletra), amb arranjaments de Takeshi Hayama i interpretat per Zard. Va ser el 19è single del grup, alliberat el 6 de gener de 1997 i va arribar al núm. 1 de vendes la primera setmana. És utilitzat als episodis 27 a 42. Va ser interpretat en català per Elena Rodríguez Valenzuela.

#### Blue Velvet
Blue Velvet  és el tercer tema de cloenda de Dragon Ball GT, va ser compost per Hatake (música) i Aeri (lletra), amb arranjaments de Hatake i interpretat per Shizuka Kudō. És utilitzat en els episodis 43-53. Va ser interpretat en català per Elena Rodríguez Valenzuela.

#### Ens desfarem del present amb una metralleta rovellada (Sabitsuita Machine Gun de Ima o Uchinukō)
Sabitsuita Machine Gun de Ima o Uchinukō (錆びついたマシンガンで今を撃ち抜こう, Ens desfarem del present amb una metralleta rovellada) és el quart ending de Dragon Ball GT, compost per Miho Komatsu (música i lletra), amb arranjaments per Daisuke Ikeda i interpretat per Wands. És utilitzat en els episodis 54 a 64.

### Dragon Ball Kai

#### Ànima de drac (Dragon Soul)
Dragon Soul! (ドラゴン・ソウル, Doragon Sōru, Ànima de Drac) és el primer opening de Dragon Ball Kai, interpretat per Takayoshi Tanimoto, composta per Iwasaki Takafumi (música) i Yoshimoto Yumi (lletra). Va ser interpretat en català per Marc Gómez. Existeixen quatre versions del vídeo:
- Versió 1 (1-29)
- Versió 2 (30-55)
- Versió 3 (56-69)
- Versió 4 (70-98)

#### Visc la vida com si s'acabés avui! (Yeah! Break! Care! Break!)
Yeah! Break! Care! Break! (ヤ・ブレ・カ・ブレ, Ya Bure Ka Bure, Visc la vida com si s'acabés avui!) és el primer ending de Bola de Drac Z Kai, interpretat per Takayoshi Tanimoto, composta per Iwasaki Takafumi (música) i Mori Yuriko (lletra). És utilitzat des de l'episodi 1 al 54. Va ser interpretat en català per Marc Gómez.

#### Les ales del cor (Kokoro no Hane)
Kokoro no Hane (心の羽根, Les ales del cor) és el segon ending de Bola de Drac Z Kai, interpretat per Team Dragon, composta per Yoko Kensuke (música) i Yasushi Akimoto (lletra). És utilitzat durant tota la saga d'en Cèl·lula, des del episodi 55 al 98.

#### Kuu-Zen-Zetsu-Go
Kuu-Zen-Zetsu-Go (空・前・絶・後) és el segon opening de Bola de Drac Z Kai, interpretat per Takayoshi Tanimoto. És utilitzat des de l'episodi 99 al 159, darrer de la sèrie.

#### Estimat Zarathustra (Dear Zarathustra)
Dear Zarathustra (拝啓、ツラツストラ, Haikei, Zarathustra, Estimat Zarathustra) és el tercer ending de Bola de Drac Z Kai, interpretat per Good Morning America. És utilitzat des de l'episodi 99 al 111.

#### Cor Pur (Junjō)
Junjō (純情, Cor Pur) és el quart ending de Bola de Drac Z Kai, interpretat per Leo Leiri. És utilitzat en els episodis 112 al 124.

#### Oh Yeah!!!!!!!
Oh Yeah es el cinquè ending de Bola de Drac Z Kai, interpretat per Czecho No Republic que també fa l'arranjmaent, sobre una composició de Masmi Takei (música) i Masmi Takei (lletra). És utilitzat en els episodis 124 al 136.

#### GALAXY
GALAXY (ギャラクシー, Gyarakushī) és el sisè ending de Bola de Drac Z Kai, interpretat per Kyuso Nekokami. Va ser compost per Kyūso Nekokami (música i arranjament) i Seiya Yamasaki (lletra). És utilitzat en els episodis 137 al 146.

#### Don't Let Me Down
Don't Let Me Down (ドント・レット・ミー・ダウン-, Donto Retto Mī Daun) és el setè ending de Bola de Drac Z Kai, compost per Tōru Hidaka (música i lletra), amb arranjaments de Naoki Oka. És interpretat per Gacharic Spin. S'utilitza en els episodis 148 a 159, darrer de la sèrie.

#### Never give up
Never give up!!! és l'ending de l'edició internacional de la Saga d'en Buu a Bola de Drac Z Kai. És interpretat per en Junear, amb lletra de Shoko i música de Mine-Chang.
A diferència de la majoria d'endings de Bola de Drac, aquest està originalment en anglès en comptes de japonès. És utilitzat des de l'episodi 99.

### Dragon Ball Super

#### Chozetsu Dynamic!
Chozetsu Dynamic! (超絶☆ダイナミック, Chōzetsu ☆ Dainamikk) és el primer opening de Dragon Ball Super, interpretat per Kazuya Yoshii. Existeixen quatre versions:
- Versió 1 (1-18)
- Versió 2 (19-27)
- Versió 3 (27-46)
- Versió 4 (47-76)

#### Hello Hello Hello
Hello Hello Hello  (ハローハローハロー, Harō harō harō) és el primer ending de Dragon Ball Super, és interpretat per Good Morning America. És utilitzats des de l'episodi 1 fins al 12.

#### Starring Star
Starring Star (スターリングスター, Sutāringu sutā) és el segon ending de Dragon Ball Super, és interpretat per Keytalk. És utilitzat des de l'episodi 13 fins al 25.

#### Light Pink
Light Pink (薄紅, Usubeni) és el tercer ending de Dragon Ball Super, és interpretat per Lacco Tower. És utilitzat des de l'episodi 26 fins al 36.

#### Forever Dreaming
Forever Dreaming (フォーエバードリーミング, Fōebā Dorīmingu) és el quart ending de Dragon Ball Super, interpretat per Czecho No Republic. És utilitzat des de l'episodi 37 fins al 49.

#### Yoka Yoka Dance!
Yoka Yoka Dance (よかよかダンス, Yoka yoka dansu) és el cinquè ending de Dragon Ball Super, interpretat per Batten Shojo Tai. És utilitzat des de l'episodi 50 fins al 59.

#### Chaohan Music
Chaohan Music (炒飯MUSIC, Chāhan MUSIC) és el sisè ending de Dragon Ball Super, interpretat per Arukara. És utilitzat des de l'episodi 60 fins al 72.

#### Aku no Tenshi to Seigi no Akuma
Aku no Tenshi to Seigi no Akuma (悪の天使と正義の悪魔) és el setè ending de Dragon Ball Super, compost per la banda japonesa The Collectors. És utilitzat des de l'episodi 73 fins al 83.

#### Limit Break X Survivor
Genkai Toppa × Survivor (限界突破×サバイバー, Genkai Toppa × Sabaibā) es el segon opening de Dragon Ball Super. És utilitzat des de l'episodi 77 fins al 131. Va ser compost per Takafumi Iwasaki, escrit per Yukinojō Mori i interpretat per Kiyoshi Hikawa. Se'n van fer dues versions, el primer va ser renovat amb la imatge de Freezer:
- Versió 1 (77-97)
- Versió 2 (98-131)

#### Boogie Back
Boogie Back (ブギーバック) és el vuitè ending de Dragon Ball Super, interpretat per Inoue Miyu. És utilitzat des de l'episodi 84 fins al 96.

#### Haruka
Haruka (遥) és el novè ending de Dragon Ball Super, interpretat per Lacco Tower. És utilitzat des de l'episodi 97 fins al 108.

#### 70cm SHIHOU NO MADOBE
70cm SHIHOU NO MADOBE (70センチの窓) és el decè ending de Dragon Ball Super, interpretat per la banda RottenGraffty. És utilitzat des de l'episodi especial 109-110 fins al 121.

#### LAGRIMA
LAGRIMA es l'oncè ending de Dragon Ball Super, interpretat per la banda OnePixcel. És utilitzat des de l'episodi 122 fins al 131.

## Cançons inserides
A més de música de fons, dins els episodis i les pel·lícules també s'hi van inserir ocasionalments cançons d'inserció, que difereixen de la música de fons per l'atenció que se'ls dona, sobretot en una notació addicional (generalment al costat del tema inicial i final) en els crèdits complets de l'episodi o de la pel·lícula. En molts casos, no hi ha molt diàleg sobre la cançó inserida. En comparació amb les nombroses cançons d'imatges que es van gravar i llançar per a la franquícia, la sèrie de televisió presenta en realitat molt poques cançons inserides.
En molts casos aquestes apareixen en un sol episodi o pel·lícula, però en alguns casos es van repetir, com "Somiant en poder ser el millor del món" (目差せ天下 (Mezase Tenkaichi)) o "Comença el viatge" ドラゴンボール伝説 (Dragon ball densetsu), totes dues interpretades al català per Manel Català. El tema que es va repetir més cops va ser 究極の聖戦 (Kyūkyoku no Batoru) als episodis 110, 115, 116, 121, 123, 129, 130 i 131 de Dragon Ball Super, l'única sèrie que no s'ha doblat al català.